# Черепановы (деревня)
Черепановы — деревня в Даровском районе Кировской области в составе Вонданского сельского поселения.

## География
Находится на расстоянии примерно 21 км по прямой на север от райцентра поселка  Даровской.

## История
Известна с 1891 года как починок Фомы Черепанова, в 1905 году учтено дворов 5 и жителей 38, в 1926 7 и 52, в 1950 16 и 63, в 1989 году оставалось 3 человека .

## Население
Постоянное население  составляло 5 человек (русские 100%) в 2002 году, 2 в 2010.